# Ла-Саль (Валле-д'Аоста)
Ла-Саль (фр. La Salle) — муніципалітет в Італії, у регіоні Валле-д'Аоста.
Ла-Саль розташована на відстані близько 610 км на північний захід від Рима, 20 км на захід від Аости.
Населення — 2114 осіб (2014).

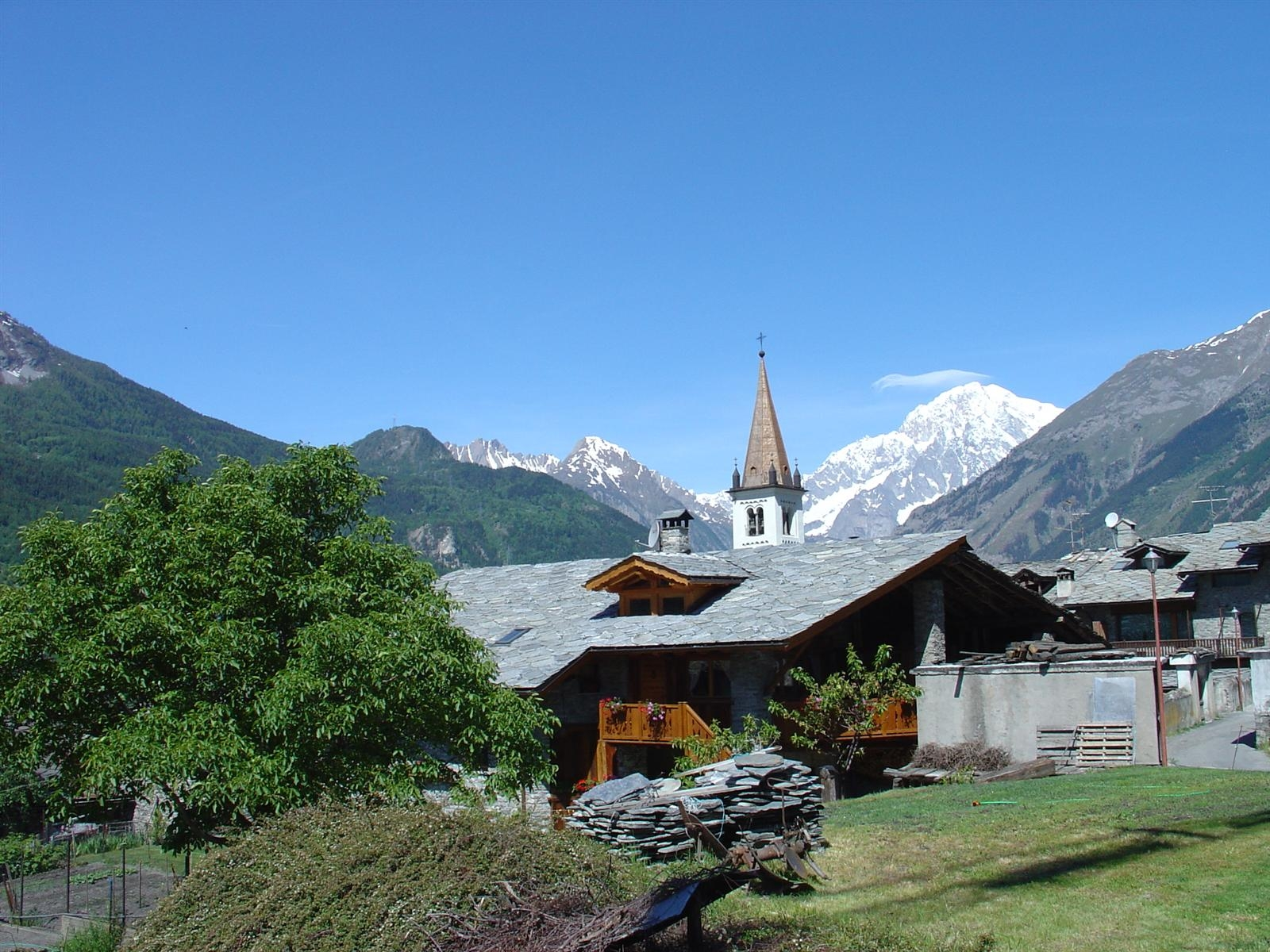

Щорічний фестиваль відбувається 13 серпня. Покровитель — Saint Cassien.

## Демографія
Населення за роками:

Станом на 1 січня 2023 року в муніципалітеті офіційно проживало 175 іноземців з 21 країни, серед них 83 громадяни країн Євросоюзу та 14 громадян України.

## Сусідні муніципалітети
- Авіз
- Курмайор
- Ла-Тюїль
- Морже
- Сен-Ремі-ан-Босс